# Koyuk
Koyuk – miasto w Stanach Zjednoczonych, w stanie Alaska, w okręgu Nome.